# Aeroportul Charles Kirkconnell
Aeroportul Charles Kirkconnell (IATA: CYB, ICAO: MWCB) este un aeroport din Insulele Cayman. Aeroportul a fost tranzitat în 2016 de 79.427 de pasageri. A fost numit după Charles Leonard Kirkconnell⁠(d).
Situat la o altitudine de 1 m, aeroportul dispune de 1 pistă.

## Infrastructură

### Piste
Aeroportul dispune de o singură pistă. Pista are orientarea 09/27. 